# جنگ ترانس‌نیستریا
جنگ ترانس‌نیستریا در سال ۱۹۹۲ مدت کوتاهی پس از فروپاشی اتحاد جماهیر شوروی و به رسمیت شناختن مولداوی در سازمان ملل بین مولداوی و جدایی‌طلبان ترنسنیستریا تحت پشتیبانی روسیه رخ داد. این جنگ کوتاه چند ماه بعد با امضای قرارداد آتش‌بس و با استقلال غیررسمی ترنسنیستریا به پایان رسید.
در این جنگ ۸۰۰۰ نفر کشته شدند. نتیجه این نبرد تقریباً به شکست انجامید و با اعلام آتش‌بس، ترانس‌نیستریا به یک مناقشه خاموش، تبدیل شد.